# 2020年東京パラリンピックのアーチェリー競技
2020年東京パラリンピックのアーチェリー競技（2020ねんとうきょうパラリンピックのアーチェリーきょうぎ）は、2021年8月27日から2021年9月4日に行われた2020年東京パラリンピックのアーチェリー競技。会場は夢の島公園アーチェリー場。

## 実施種目
- 男子個人 W1
- 男子個人コンパウンド オープン
- 男子個人リカーブ オープン
- 女子個人 W1
- 女子個人コンパウンド オープン
- 女子個人リカーブ オープン
- 混合チーム W1
- 混合チームコンパウンド オープン
- 混合チームリカーブ オープン

## 競技結果
| Event                  | クラス | 金                                                  | 銀                                                         | 銅                                                                 |
| ---------------------- | ------ | --------------------------------------------------- | ---------------------------------------------------------- | ------------------------------------------------------------------ |
| 男子個人               | W1     | ダビド・ドラホニーンスキー · チェコ (CZE)           | ニハト・タークメノグル · トルコ (TUR)                      | バハティン・ヘキモール · トルコ (TUR)                              |
| 男子個人コンパウンド   | Open   | 何梓豪 · 中国 (CHN)                                 | ラメザン・ビアバニ · イラン (IRI)                          | 艾新亮 · 中国 (CHN)                                                |
| 男子個人リカーブ       | Open   | ケビン・メーサー · アメリカ合衆国 (USA)             | 趙理学 · 中国 (CHN)                                        | ハルビンデル・シン · インド (IND)                                  |
| 女子個人               | W1     | 陳敏儀 · 中国 (CHN)                                 | シャールカ・ムシロバ · チェコ (CZE)                        | ビクトリア・ルマリー · イギリス (GBR)                              |
| 女子個人コンパウンド   | Open   | フィービー・パターソン パイン · イギリス (GBR)      | マリアナ・スニガ · チリ (CHI)                              | マリア アンドレーア・ビルジリョ · イタリア (ITA)                   |
| 女子個人リカーブ       | Open   | ザハラ・ネマティ · イラン (IRI)                     | ビンチェンツァ・ペトリリ · イタリア (ITA)                  | 呉春艶 · 中国 (CHN)                                                |
| 混合チーム             | W1     | 中国 · 陳敏儀 · 張天鑫                              | チェコ · ダビド・ドラホニーンスキー · シャールカ・ムシロバ | RPC · エレーナ・クルトワ · アレクセイ・レオノフ (アーチェリー選手) |
| 混合チームコンパウンド | Open   | 中国 · 林月珊 · 何梓豪                              | トルコ · オズヌル・ジュレ · ビュレント・コルクマズ         | RPC · ステパニダ・アルタヒノワ · バイル・シガエフ                  |
| 混合チームリカーブ     | Open   | RPC · マルガリータ・シドレンコ · キリル・スミルノフ | イタリア · エリザベッタ・ミイノ · ステファノ・トラビザニ   | 中国 · 呉春艶 · 趙理学                                             |